# Matt Heafy
Matthew Kiichi Heafy (Iwakuni, 26 de gener de 1986) és un músic de nacionalitat estatunidenca-japonesa, conegut principalment per ser el guitarrista i vocalista de la banda de Metalcore de Florida Trívium i del projecte de Black metal Ibaraki. Es va unir a la banda Trivium quan els seus companys el van veure tocar en un show de Talents. Té un registre de veu baríton.

## Biografia
Matt va néixer al Japó fill de mare japonesa i pare irlandès i estatunidenc. Quan tenia un any, la seva família es va mudar a Orlando, on viu actualment.
Va començar a tocar la guitarra amb 11 anys, als 12 s'ho va prendre amb més serietat i va començar a practicar amb més eficàcia i constància. Les seves influències són Iron Maiden, Metallica, Megadeth, Slayer, Pantera i Machine head.
Matt Heafy va assistir a Lake Brantley High School. Va acabar el seu últim any de secundària mentre estava de gira per Europa, rebent el seu diploma en el 2004. Toca amb guitarres Epiphone tant de sis com de 7 cordes. Durant la seva discografia, ha emparat afinacions des d'estàndard fins a A# (set cordes) passant per drop D i drop C# i B (set cordes).
Matt Heaffy és autodidacta i no té coneixements en teoria musical. Tanmateix, és capaç de llegir partitures per a Saxofon, tot i que afirma que no li serveixen per a la guitarra.
És compositor de totes les lletres de les cançons de Trivium i també partícip dels riffs i alguns solos.

### Influències musicals
Inicialment, les guitarristes que van tenir més impacte en ell van ser James Hetfield, John Petrucci, Yngwie Malmsteen i molts altres més.
Les bandes que el van influenciar el seu estil des d'un inici són Metallica, Iron Maiden, Megadeth, Slayer, Pantera, Dream Theater, Judes Priest, Black Sàbat, Poison the Well. Posteriorment, In Flames, Children of Bodom, Arch Enemy, Dark Tranquillity, Opeth, Emperor, Bathory, Mayhem, Fear Factory, Dissection, Venom, Dark Funeral, Burzum & Anorèxia Nervosa.

## Discografia

### Trivium
- Trivium (EP, 2003)
- Ember to Inferno (2003)
- Ascendancy (2005)
- The Crusade (2006)
- Shogun (2008)
- In Waves (2011)
- Vengeance Falls (2013)
- Silence in the Snow (2015)
- The Sense And The Sentence (2017)
- What The Dead Men Say (2020)
- In The Court Of The Dragon (2021)

### Ibaraki
- Rashomon (2022)

### Capharnaum
- Fractured (2004)

### Altres
- Roadrunner United (2005)
- Màster of Puppets: Remasteritzat (2006)
- Head on Collision with a Rosebush Catching Fire (2008)

## Equip

### Guitarres
- Epiphone MKH Els Paul Custom 6 strings
- Epiphone MKH Els Paul Custom 7 strings
- Gibson Els Paul Custom ebony, (Va ser la primera guitarra de Matt Heafy i a la data encara és utilitzada en viu)
- Gibson Les Paul Supreme (Alpine White)
- Gibson Les Paul Custom Silverburst
- Gibson Les Paul Custom White
- Gibson Les Paul Custom '68 Black
- Gibson Explorer White
- Gibson Explorer White 7 strings (Presentada al juliol de 2009 a través de Twitter i utilitzada actualment en viu)
- Gibson SJ-300 Rosewood Acoustic
- Dean Dimebag Tribute Rust Razorback
- Dean Digues-me-O-Flame
- Dean Custom White Razorback (Amb aquesta va gravar totes les cançons amb 7 cordes de Shogun d'acord amb el que Ell mateix indica en el DVD Making Of Shogun)
- Dean Exótica Acústica
- Dean Trans Black ML
- Ernie Ball/Music Man John Petrucci 7 cordes
- Dean MKH

### Amplificadors
- Peavey XXX (Usat per a gravar Ember to Inferno)
- Peavey 6505+ (Usat per a gravar algunes parts de les cançons de Shogun i per a les presentacions del 2008)
- Peavey Vypyr sèries (Va ser l'amplificador que es va usar principalment per a gravar Shogun)
- Marshall JVM210H (És el que ha estat usant en les presentacions del 2009)
- Marshall JCM2000 DSL 50 Heads (Amb aquests va gravar The Crusade)
- Marshall JCM2000 DSL Heads
- Marshall JCM900A&B V Cabs
- Marshall JCM900BV Cabs

### Pedals i efectes
- MXR Smart Gate Noisegate Pedal
- MXR GT-OD (Utilitzat per a modelar el to en els enregistraments de Shogun i encara utilitzat en viu)
- Ibanez TS-9 (Utilitzat en l'era Ascendancy)
- Maxon OD-9 Pedal
- Maxon OD-808 Pedal (no longer used)
- Decimator Noise Reducer
- Korg Tuners
- Digitech FX